# Le Dolmen tragique
Pour plus de détails, voir Fiche technique et Distribution.
Le Dolmen tragique est un film policier français réalisé par Léon Mathot et sorti en 1948.

## Synopsis
En Bretagne selon une légende locale, un dolmen porte malheur. Des chasseurs qui s'en sont approchés ou mis à l'affut sont morts de façon étrange. Chatelard, un invité du vicomte de Kerlec, y est mort. L'inspecteur Pauc mène l'enquête au château de Kerlec. Incognito sous le nom d'André Camus dit monsieur Camus, il dévoile sa véritable identité d'abord à monsieur Kerlec, puis progressivement aux amis de Kerlec et à son entourage.

## Fiche technique
- Titre original : Le dolmen tragique
- Réalisateur : Léon Mathot
- Premier assistant réalisateur : Roger Maxime
- Scénario : Léopold Gomez, Léon Mathot
- Dialogues : Léopold Gomez
- Photographie : Charlie Bauer
- Chef-opérateur : Roger Duculot
- Premier assistant opérateur : Max Dulac
- Second assistant opérateur : René Guissart
- Son : Constantin Evangelou
- Compositeur de la musique originale : Henri Verdun
- Éditeur de la musique : Choudens
- Décors : Claude Bouxin
- Costumière de Germaine Rouer : Jeanne Lanvin
- Costumière de Paulette Dubost et Michèle Philippe : Lucette Marlier
- Maquilleur : Alexandre Marcus
- Régisseur extérieur : Clément Ollier
- Régisseur général : Albert Brachet
- Scripte : Marguerite Erard
- Photographe de plateau : André Dino
- Société de production :  Société Africaine Cinématographique (SAC)
- Directeur de production : Robert Florat
- Producteur délégué : Léopold Gomez
- Monteuse : Marguerite Beaugé
- Laboratoire : G.T.C. Nice
- Enregistrement : Marconi
- Pays de production : France
- Langue originale : français
- Format : Noir et blanc — 35 mm — 1,37:1 — Son : Mono
- Genre : Comédie policière, Film policier, Film d'espionnage, Film dramatique
- Métrage : 2 729 mètres
- Durée : 101 minutes (1 h 41)
- Visa d’exploitation n° 6774
- Date de sortie : 
  - France : 21 juillet 1948
- Affiche : René Péron (France)

## Distribution
- André Alerme (crédité Alerme) : Yves de Kerlec dit papa, vicomte du domaine des Elfes
- Paulette Dubost : Angèle de Kerlec, vicomtesse, épouse kleptomane du vicomte et adepte des sciences occultes
- Robert Pizani : Henri Châtelard, cousin coureur du vicomte, ex-employé de l’arsenal
- Germaine Rouer (créditée Germaine Rouer Sociétaire de la Comédie Française) : Janine veuve Mauclerc, sœur d’Henri et cousine du vicomte, ex-aide chimiste à l’Arsenal
- Pierre Cressoy : Jacques Mauclerc, fils de Janine, enseigne de la Marine Nationale
- André Chanu : Robert Pascalin, auteur
- Michèle Philippe : Louise Pascalin, cousine de la vicomtesse, troisième épouse de Robert dont elle s’apprête à divorcer, maîtresse de Jacques Mauclerc à qui elle est secrètement fiancée, courtisée par Henri Châtelard
- Pierre Clarel : Antoine Maret, majordome érudit et superstitieux du vicomte, ex-cambrioleur et ex-résistant
- Annie Rouvre : Yvonne, femme de chambre du vicomte, fiancée d’Antoine, ex-maîtresse d’Henri Châtelard
- Philippe Hersent : Manuel Bartoli, voisin et invité du vicomte, espion à la solde d’un pays étranger
- Marthe Mussine : la cuisinière de Bartoli
- Roland Armontel (crédité Armontel) : Pierre Pauc, commissaire spécial à la Sûreté nationale / André Camus, vieil ami et relation d’affaires du vicomte rencontré à Saigon (Indochine)
- Henri Murray : Brachet, commandant de l’Arsenal
- Lucien Callamand : l'inspecteur du rayon "spécialités pour Dames" des Grands magasins dont est cliente la vicomtesse

Rôle indéterminé :
- Philippe Janvier :

## Tournage
Le tournage s’est déroulé du 22 décembre 1947 au 3 février 1948.
Les intérieurs ont été tournés aux studios de la Victorine à Nice, les extérieurs à Nice, Villeneuve-Loubet et à la porte de l'arsenal de Toulon